# Пристино
Пристино (укр. Пристине) — село в Кременском районе Луганской области Украины. Входит в Михайловский сельский совет.
Население по переписи 2001 года составляло 7 человек. Почтовый индекс — 92920. Телефонный код — 6454. Занимает площадь 0,54 км². Код КОАТУУ — 4421682602.

## Местный совет
92941, Луганська обл., Кремінський р-н, с. Михайлівка, вул. Леніна, 17  (укр.)